# Microbryum zealandiae
Microbryum zealandiae är en bladmossart som beskrevs av Richard Henry Zander 1993. Microbryum zealandiae ingår i släktet pottmossor, och familjen Pottiaceae. Inga underarter finns listade i Catalogue of Life.